# 熊文舉
熊文舉（1595年—1668年），字公遠，號雪堂。江西新建县人，明末清初學者，政治人物。

## 生平
曾受業於涂紹煃。崇禎三年（1630年）庚午科舉人，四年（1631年）辛未科，熊文舉考中三甲進士，工部观政，五年授合肥縣知縣。因抵抗農民軍有功，九年擢吏部验封司主事，十一年升迁稽勋司郎中，十二年任陕西乡试正主考。
明亡時，熊文举曾两度自缢，都被解救。後降清，官至吏部左侍郎，當時漢人尚不能擔任尚書，故侍郎已位極人臣。一度辭歸。後起补吏部左侍郎兼兵部右侍郎，卒於任上。工书法。
著有《守城记》、《荀香剩》、《使秦杂吟》、《墨盾草》、《耻庐集》等。有《雪堂全集》。